# Профессионализм
Профессионализм — особое свойство людей систематически, эффективно и надёжно выполнять сложную (профессиональную) деятельность в самых разнообразных условиях.
При этом под профессиональной деятельностью понимается сложная деятельность, которая предстает перед человеком как конституированный способ выполнения чего-либо, имеющий нормативно установленный характер. Профессиональная деятельность является объективно сложной, поэтому она трудна для освоения, требует длительного периода теоретического и практического обучения. В нормальном случае эта деятельность становится профессией и подразумевает материальное вознаграждение.

## В психологии профессионализма и профессиональной деятельности
В понятии «профессионализм» отражается такая степень овладения человеком психологической структурой профессиональной деятельности, которая соответствует существующим в обществе стандартам и объективным требованиям. Профессионализм рассматривается в качестве интегральной характеристики человека-профессионала (как индивида, личности, субъекта деятельности и индивидуальности), проявляющаяся в деятельности и общении. Профессионализм человека — это не только достижение им высоких производственных показателей, но и особенности его профессиональной мотивации, система его устремлений, ценностных ориентаций, смысла труда для самого человека. Профессионализм, рассматриваемый как интегральное свойство человека, — это совокупность устойчивых особенностей профессионала, обеспечивающих определенный качественно-количественный уровень (эффективность, надежность, качество и др.) профессиональной деятельности, при выполнении ее в разнообразных условиях. Профессионализм как свойство специалиста, включает компетентность как необходимое качество, но не сводится к нему. Профессионализм — это и особое (профессиональное) мировоззрение, и система отношений — к себе, своей деятельности, профессии, к Миру, и профессиональная мотивация. Иными словами, профессионализм слагается из компетентности и ответственности.